# Волфганг фон Рогендорф
Волфганг фон Рогендорф (на немски: Wolfgang Freiherr von Rogendorff; * 29 януари 1483; † август 1540, при Буда) е фрайхер от род Рогендорф в Австрия, австрийски военен командир и бургграф.

## Живот
Той е син на фрайхер Каспар фон Рогендорф († 1506) и първата му съпруга Маргарета фон Вилдхауз († 1492), дъщеря на Еразмус фон Вилдхауз и Елизабет фон Ауершперг (* ок. 1402). Баща му Каспар се жени втори път за Барбара фон Целкинг. Брат е на Георг фон Рогендорф († сл. 1525) и Вилхелм фон Рогендорф (1481 – 1541) и полубрат на Елизабет фон Рогендорф († 1550), омъжена на 18 юни 1502 г. за граф Николаус I фон Залм–Нойбург (1459 – 1530), защитникът на Виена против турската обсада през 1529 г.
Волфганг служи в канцеларията в Австрия при императорите Максимилиан I и Фердинанд I. От 1507 до 1514 г. той е бургграф на Щайр в Долна Австрия.
Волфганг се бие с братята си и зет си за защитата на Виена против турската обсада през 1529 г. като командир на 500 кнехти и други войници. През 1532 – 1533 г. той е президент (ландмаршал) на съсловията на Долна Австрия.
Волфганг фон Рогендорф е убит на 57 години през август 1540 г. в битка при Буда.

## Фамилия
Първи брак: на 7 март 1508 г. с Елизабет фон Лихтенщайн-Щайерег (* 1483; † 21 август 1517), дъщеря на Хайнрих фон Лихтенщайн, господар на Николсбург-Фелдсбург († 1483) и Агнес фон Щархемберг (1445 – 1501). Те имат децата:
- Анна фон Рогендорф (* ок. 1508; † 5 септември 1562), омъжена за Йобст III з Розмберк (* 31 юли 1488; † октомври 1539)
- Вилхелм II фон Рогендорф (* 18 ноември 1511; † 1543), господар в Моленбург, женен 1532 г. за Анна фон Хоенберг цу Кройцбах, дъщеря на Еразмус фон Хоенберг († 1529) и Барбара фон Фолкенсторф
- Лукреция фон Рогендорф, омъжена за фрайхер Бартоломаус фон Циротин
- Катарина, омъжена за Йохан Хофман фон Грюнбюхел

Втори брак: с Розина фон Хоенфелд. Те имат дъщеря:
- Елизабет (* 1519; † 1586), омъжена в Прага на 17 август 1549 г. за Бартоломеус зе Швамберка на Бору († 17 май1 560)

- Той има вер. и дъщеря Маргарета, омъжена за граф Зигисмунд I фон Лодрон († сл. 24 януари 1563)

Трети брак: с Анна фон Пуххайм и няма деца с нея.